# Orion (chanson de Girl Next Door)
Pour les articles homonymes, voir Orion.
Singles de Girl Next Door
Be your wings / FRIENDSHIP / Wait for you
(2009) Freedom
(2010)
Orion est le 7esingle du groupe Girl Next Door sorti sous le label Avex Trax le 25 novembre 2009 au Japon. Il atteint la 9e place du classement de l'Oricon. Il se vend à 16 338 exemplaires la première semaine et il reste 7 semaines dans le classement pour un total de 22 993 exemplaires vendus.
Orion a été utilisé comme thème musical pour le drama Untouchable. Orion est présente sur l'album Next Future.

## Liste des titres
Toutes les paroles sont écrites par Chisa & Kato Kenn.
| 1. | Orion                     | Suzuki Daisuke | 4:04 |
| 2. | Toki no Shizuku (時の雫)  | Suzuki Daisuke | 7:00 |
| 3. | Drive away (GOGO's Remix) | Suzuki Daisuke | 4:39 |
| 4. | Orion (Instrumental)      | Suzuki Daisuke | 4:03 |

| 1. | Orion (Music Video - Monochrome Version) |  |